# 이상로 (언론인)
이상로(李相魯, 영어: Thomas Valentine Lee 토머스 밸런타인 리[*], 1955년 2월 14일 ~ )는 대한민국의 문화방송 기자 출신 언론인, 대학교수, 시사평론가, 유튜버이다.

## 대표 성향 경력
- 중앙대학교 겸임교수
- 숭실대학교 겸임교수

## 이력

### 주요 이력
본관은 전의(全義)인 그는 충청북도 보은에서 출생하였으며 지난날 한때 강원도 춘천에서 잠시 유아기를 보낸 적이 있고 그 후 충청북도 청주에서 잠시 유년기를 보낸 적이 있는 그는 1960년 8월 이후 충청북도 보은에서 자랐으며 이후 학창 시절을 충청북도 청주와 전라북도 전주와 충청남도 공주에서 보냈다. 1981년 11월에 MBC 문화방송 기자 입사를 한 후 MBC 뉴스데스크 카메라 출동 기자로 이름을 알렸던 그는 이후 2013년 1월 31일에서부터 2013년 5월 31일까지 아이엠비시 이사장 직을 잠시 지냈으며 2013년 5월 31일을 기하여 MBC 문화방송 퇴사와 함께 프리 랜서를 선언한 이후 "탈정치 탈이념 친중도주의 표방 미디어 언론"을 중요시하면서 "언론 기자 출신은 절대 정치 관련 개입에 입각을 한 언사의 왜곡 보도를 하지 않는다."는 친중도주의 언론(親中道主義 言論)의 중요성을 주도한 그는 MBC 문화방송이라는 공영방송의 노동조합 성향 노영화(勞營化) 전락을 비판하였다.

### MBC 문화방송 시절 대표 경력
그는 약 8년 3개월여간(DJ 정권 후기 시절에서부터 MB 정권 초기 시절까지)을 MBC 문화방송 보도국 부국장(2000년 8월 21일 ~ 2008년 11월 30일) 직을 지냈고 MBC 문화방송 심의국 국장 시절에는 MBC 문화방송 경기도 고양 일산 드림 센터 사옥 건립 관련 건의 및 제안을 하였으며 훗날(2013년) 4개월여간을 아이엠비시 이사장(2013년 1월 31일 ~ 2013년 5월 31일) 직을 지냈으며 2013년 5월 31일을 기하여 프리 랜서 선언을 하였다.

### 대학 교수 관련 활약 이후
2016년 이후 김병헌(金柄憲) 前 중앙대 겸임교수 겸 숭실대 겸임교수, 김기수(金基洙) 前 홍익대 겸임교수, 유종현(柳宗鉉) 前 숭실대 겸임교수 겸 성균관대 겸임교수, 박상봉(朴相琫) 前 중앙대 겸임교수 겸 숭실대 겸임교수 등과 함께 비정치가 출신 객원 논평에 활발히 참여, 친중도주의 탈이념 성향 공정 보도 언론 스펙트럼 단체에서 특정 제도권 언론을 포함한 수수 언론 단체와 특정 유명 제도권 언론 출신 언론인을 비평 및 비판하고 있다.

### 주요 경력
- MBC 문화방송 보도국 기자(1981년 11월)
- MBC 문화방송 보도국 위성방송추진기획실 차장(1998년 12월 1일 ~ 1999년 7월 20일)
- MBC 문화방송 프로덕션 영화기획부 차장(1999년 7월 20일 ~ 1999년 12월 1일)
- MBC 문화방송 심의국 라디오심의부 차장대우(1999년 12월 1일 ~ 2000년 5월 23일)
- MBC 문화방송 심의국 부국장(2000년 5월 23일 ~ 2000년 6월 11일)
- MBC 문화방송 시사제작부 차장(2000년 6월 11일 ~ 2000년 8월 21일)
- MBC 문화방송 보도국 부국장(2000년 8월 21일 ~ 2008년 11월 30일)
- MBC 문화방송 편성국 부국장(2008년 11월 30일 ~ 2009년 2월 20일)
- MBC 문화방송 공정노동조합추진위원장(2009년 1월)
- MBC 문화방송 프로덕션 게임토피아 총괄국 국장(2009년 2월 20일 ~ 2009년 3월 25일)
- MBC 문화방송 심의국 국장(2009년 3월 25일 ~ 2013년 1월 31일)
- iMBC 이사장(2013년 1월 31일 ~ 2013년 5월 31일)
- 중앙대학교 신문방송학과 겸임교수
- 숭실대학교 경영학과 겸임교수
- 경기대학교 경영학과 초빙교수
- 국민대학교 경영대학원 전임강사
- 미래미디어포럼 이사장 겸 대표위원장
- 미래미디어포럼 CEO 회장 겸 이사장
- 한국방송통신대학교 신문방송학과 겸임교수
- 전주기전대학 콜마케팅학과 초빙교수
- 전주대학교 경영학과 겸임교수
- 전북대학교 경영학과 초빙교수
- 전주기전대학 SNS영상소프트웨어학과 객원교수
- 방송통신심의위원회 심의위원
- 프리덤뉴스 고문 겸 객원논설위원
- 내일로미래로 중앙당 대변인
- 내일로미래로 인재영입위원장

### 학력
- 관기국민학교 졸업
- 청주중학교 졸업
- 전주고등학교 졸업
- 공주사범대학교 영어교육학과 학사
- 연세대학교 행정대학원 행정학 석사
- 연세대학교 언론홍보대학원 언론학 석사
- 경기대학교 대학원 신도시부동산학과 사회과학 석사
- 경기대학교 경영대학원 경영학 석사
- 경기대학교 경영대학원 경영학 박사

## 저서

### 저술
- 《고품격 부동산론》(2016년 6월, 봄빛서원)
- 《대한민국을 위한 겸손한 제안》(2016년 6월, 봄빛서원)
- 《1990년대 시절 파리 특파원의 교통 정책 르포》(2016년 6월, 봄빛서원)

### 수필
- 《케이블 TV에 투자하려는 사람을 위해》(2016년 6월, 봄빛서원)
- 《지난 서기 1996년 2월, 뭐야 카메라 치워》(2016년 6월, 봄빛서원)

### 소설
- 《지난 서기 1995년 1기 민선 서울특별시장》(2016년 6월, 봄빛서원)
- 《지난 서기 1998년 2기 민선 시절, 공약을 팝니다》(2016년 6월, 봄빛서원)

## 논란 관련 사태

### 정치 성향과 무관한 특정표현의 자유
평소에도 비정치 성향 친중도주의 노선에 서서 특정 편협 논리성을 비판하던 그는 2018년 4월 30일을 기하여 "5.18 광주 사건이 물론야 북조선 괴뢰군과 절대 직접 연관치는 않지만 그와 전혀 별개로써 5.18 광주 사건에 너무도 우연찮게 북조선인민군이 간접 개입되었을 수도 있다."는 취지 성향의 언급을 하면서 전라북도 예하 도민 단체를 비롯한 특정 시민 단체 등의 항의를 받았지만 이상로 前 숭실대 겸임교수 그는 "북조선인민군 광주 간접 개입설 또한 단지 5.18에 관하여 표현의 자유일 뿐"이라 하며 "5.18에 대하여 표현의 자유"가 절대 특정 정치 편향과도 전혀 무관함을 주장하였다.

### 방심위심의위원 자격 정지 사태
평소 탈정치 탈이념 성향 친중도주의 언론관 등으로 인하여 강상현 대한민국 방송통신심의위원회 위원장의 혐오를 받아 2019년 4월 3일을 기하여 대한민국 방송통신심의위원회 심의위원 자격 정지 8개월 처분을 받았다.